# Bokor József (színművész)
Bokor József (Arad, 1838. – Szigetvár, 1902. szeptember 22.) színész, operett-komikus. Bokor József zeneszerző, karmester édesapja.

## Életútja
Bokor József templomi karmester és Gangl Mária fiaként született. 1853. október 1-jén lépett a színipályára Szabó József és Havi Mihály egyesített társulatánál. Kiváló színész-talentum volt, hatalmas basszus-hanggal, kitűnő ének-iskolázottsággal, pompás játékkal és kifogyhatatlan humorral. Mint karmester is elismert nevet vívott ki. 1873-ban gyermekszínházat toborzott össze. Élete végső éveiben zongoraoktatással kereste kenyerét. Halálát gutaütés okozta.
Neje Kőrössy Ágnes, komika, sz. 1831-ben, Baján, 1847-ben lett színésznő, Kőrössy Ferencnél.

## Fontosabb szerepei
- Bartolo (Rossini: A sevillai borbély)
- Chalchas (Offenbach: Szép Heléna)
- Bumbum (Offenbach: A gerolsteini nagyhercegnő)
- Grenville (Verdi: Tévedt nő)
- Ferrando (Verdi: A trubadúr)

## Működési adatai
1854: Károlyi; 1855–56: Csabay Pál–Laczkó; 1856–58: Szabó József; 1858–60: Havi Mihály; 1860–63: Follinus János; 1863: Szigeti Imre; 1865–79: Latabár Endre, Temesváry, Lászy Vilmos, Gerőfy Jakab; 1874: Aradi Gerő; 1879: Bényei István; 1879–81: Csóka Sándor; 1881: Erdélyi Marietta, Gerőfi Jakab; 1883: Bogyó Alajos, Gerőfy Jakab; 1884: Gaál, Miklós; 1887: Szabadka; 1891: Endrőd; 1896: Fekete Miksa; 1897: Kiss Soma; 1898: Fekete Miksa; 1899: Huszti Márton, Havi Lajos; 1900: Demény.